# 1950 v loďstvech
Tento článek obsahuje významné události v oblasti loďstev v roce 1950.

## Lodě vstoupivší do služby
- 25. září –  USS Oriskany (CV-34) – letadlová loď třídy Essex